# Miladojka Youneed
Миладојка Јунид (словен. Miladojka Youneed) је словеначка рок група која је деловала деведесетих година ХХ века. Оснивач и вођа је био Кристијан Каваца, а група је неговала моћан и пун звук, са гитаром, басом, саксофоном и трубом у постави.

## Дискографија
- Ghastly Beyond Belief
1987.
- Bloodylon
Хелидон, 1990.
- Liberta Bloo
1993.
- Miladojka Live
1995.
- Schizophonik
1998.